# Season of the Assassin
Season of the Assassin – debiutancki album amerykańskiego rapera Vinniego Paza, wydany 22 czerwca 2010 roku. Album początkowo nosił nazwę Assassin’s Creed.
Album był promowany przez teledysk do utworu "Keep Movin' On". Wystąpili w nim Tony Luke Jr. w roli robotnika oraz wokalista grupy muzycznej Terror, Scott Vogel jako amerykański weteran wojenny i aktorka pornograficzna Gina Lynn jako jego dziewczyna.

## Lista utworów
Opracowano na podstawie źródła.
1. "Intro"
2. "Beautiful Love"
3. "Monster's Ball"
4. "Pistolvania" (Feat. Freeway & Jakk Frost)
5. "End Of Days" (Feat. Block McCloud)
6. "Righteous Kill"
7. "No Spiritual Surrender" (Feat Sick Jacken)
8. "Street Wars" (Feat. Clipse & Block McCloud)
9. "Ain’t Shit Changed" (feat. Lawrence Arnell)
10. "Aristotle’s Dilemma"
11. "Kill ‘Em All" (Feat. Beanie Sigel)
12. "Keep Movin’ On" (Feat. Shara Worden)
13. "Brick Wall" (Feat. Ill Bill & Demoz)
14. "Role of Life"
15. "Nosebleed" (Feat. R.A. the Rugged Man)
16. "WarMonger"
17. "Paul and Paz" (Feat. Paul Wall & Block McCloud)
18. "Bad Day"
19. "Washed in the Blood of the Lamb"
20. "Drag You To Hell"
21. "Same Story (My Dedication)" (Feat. Liz Fullerton)

## Sample
- "Drag You to Hell"
  - Last Dayz - Onyx
- "End of Days"
  - Beyond Cutting Edge* - David Icke
- "Aristotle's Dilemma"
  - "Mister Kingdom" - Electric Light Orchestra
- "No Spiritual Surrender"
  - "Peace And Love (Amani Na Mapenzi): Movement IV (Encounter)" - Mandrill
- "Same Story (My Dedication)"
  - "Winter Song" - Sara Bareilles

## Notowania
| Notowania (2010)                      | Najwyższa pozycja |
| ------------------------------------- | ----------------- |
| U.S. Billboard Top R&B/Hip-Hop Albums | 44                |
| U.S. Billboard Heatseekers Albums     | 12                |
| U.S. Billboard Rap Albums             | 25                |